# بیلی ودلاک
بیلی ودلاک (به انگلیسی: Billy Wedlock) بازیکن فوتبال زادهٔ ۲۸ اکتبر ۱۸۸۰ اهل کشور انگلستان بود که سابقهٔ بازی در تیم ملی فوتبال انگلستان را در کارنامهٔ خود دارد. وی در تاریخ ۱۶ فوریه ۱۹۰۷ نخستین بازی ملی خود را در مقابل تیم ملی فوتبال ایرلند انجام داد و با حضور در ۲۶ بازی ملی، در تاریخ ۱۶ مارس ۱۹۱۴ واپسین بازی ملی‌اش را در برابر تیم ملی فوتبال ولز برگزار کرد.
این بازیکن توانسته در بازی‌های ملی، ۲ گل به ثمر برساند.